# Breel Embolo
Breel-Donald Embolo (nr. Yaoundé, Mfoundi, Camerun; 14 februarie din anul 1997), cunoscut pur și simplu ca Breel Embolo, este un fotbalist elvețiano-camerunez care evoluează ca atacant la AS Monaco în Ligue 1 din Franța.

## Cariera
A debutat cu prima echipă pe 13 martie 2014, cu 17 ani, când a intrat în minutul 90 împotriva lui Red Bull Salzburg terminat la egalitate 0 la 0.
În următorul său meci, pe 16 martie, într-un meci de Super League, a intrat în minutul 85 și a marcat primul său gol ca profesionist pentru a închide scorul cu un rezultat de 5 la 0 contra Aarau.
Pe 26 iunie 2016, a semnat cu FC Schalke 04, pentru cinci sezoane.

## Echipa națională

### Seniori
A fost convocat de antrenorul Vladimir Petković, la Echipa națională de fotbal a Elveției pentru a juca un meci amical în luna martie, deși la la acea dată, FIFA i-a confirmat la Asociația Elvețiană de Fotbal că Embolo ar putea fi convocat.
Și-a făcut debutul cu echipa de seniori pe data de 31 martie 2015 într-un meci cu naționala Statelor Unite, a intrat în minutul 56 înlocuindu-l pe Josip Drmić și meciul s-a terminat 1 la 1.